# Takifugu porphyreus
Takifugu porphyreus е вид лъчеперка от семейство Tetraodontidae. Видът не е застрашен от изчезване.

## Разпространение
Разпространен е в Китай, Провинции в КНР, Русия, Северна Корея, Тайван, Южна Корея и Япония.

## Описание
На дължина достигат до 52 cm.